# Domicijan
Domicijan (latinsko Titus Flavius Caesar Domitianus Augustus), 11. cesar Rimskega cesarstva (81-96), tretji in zadnji iz Flavijske dinastije, * 24. oktober 51,  18. september 96 (ubit).
Domicijan je bil rojen v Rimu, ko je bil njegov oče Vespazijan še vojaški poveljnik. Večino mladosti in zgodnjo kariero je preživel v senci svojega brata Tita, ki je zaslovel v prvi judovsko-rimski vojni. Takšno stanje se je nadaljevalo tudi med vladanjem njegovega očeta, ki je prišel na rimski prestol leta 69 po državljanski vojni, znani kot leto štirih cesarjev. Med njegovim vladanjem je večino odgovornih položajev zasedel sin Tit, medtem ko so Domicijanu prepustili samo manj pomembne in neodgovorne položaje. 
Vespazijana je po smrti leta 79 nasledil sin Tit, katerega vladanje se je nepričakovano končalo leta 81 zaradi smrtne bolezni. Pretorijanska garda je že dan po njegovi smrti za cesarja razglasila Domicijana. Njegova vladavina je trajala petnajst let, kar je bilo najdlje od cesarja Tiberija. 
Kot cesar je prevrednotil rimski denar, s čimer je utrdil rimsko gospodarstvo, izboljšal obrambo na mejah cesarstva in sprožil obsežen gradbeni program za obnovo Rima. Pomembne so bile tudi njegove vojne v Rimska Britaniji, kjer je general Agrikola poskusil osvojiti Kaledonijo (Škotsko), in Dakiji, kjer mu ni uspelo doseči odločilne zmage proti kralju Decebalu. Njegovo vladanje je imelo značilnosti totalitarnosti. Nase je gledal kot na novega Avgusta, razsvetljenega despota, izbranega za vodenje Rimskega cesarstva v novo obdobje odličnosti. Verska, vojaška in kulturna propaganda sta podpirali kult osebnosti, z imenovanjem samega sebe za stalnega cenzorja pa je poskušal nadzirati tudi javno in zasebno moralo. Posledica takšnega vladanja je bila nepriljubljenost med prebivalstvom in v armadi, člani rimskega senata pa so nanj gledali kot na tirana. Svetonij piše, da je bil prvi rimski cesar, ki je zahteval, da ga naslavljajo z dominus et deus (gospodar in bog). 
Domicijanova vladavina se je končala leta 96, ko so ga ubil dvorni  funkcionarji. Še istega dne ga je nasledil njegov svetovalec Nerva. Senat ga je obsodil na pozabo (damnatio memoriae).  
Tacit, Plinij mlajši in Svetonij ga v svojih Zgodovinah opisujejo kot krutega in paranoičnega tirana. Sodobna zgodovina takšna mnenja zavrača in nanj gleda kot na neusmiljenega, vendar učinkovitega avtokrata, katerega kulturni, gospodarski in politični program je postavil temelje  za mirno 2. stoletje.

## Zgodnje življenje

### Ozadje in družina
Domicijan se je rodil v Rimu 24. oktobra 51, najmlajši sin Tita Flavija Vespazijana – splošno znanega kot Vespazijan – in Flavije Domitile starejše. Imel je starejšo sestro, Domitilo mlajšo in brata, ki se je prav tako imenoval Tit Flavij Vespazijan. Desetletja državljanske vojne v 1. stoletju pred našim štetjem so močno prispevala k propadu stare rimske aristokracije, ki jo je v začetku 1. stoletja postopoma nadomestilo novo italijansko plemstvo. Ena takšnih družin, Flavijci ali Flavia gens, se je v samo štirih generacijah povzpela iz relativne neznanosti v prepoznavnost, pri čemer si je pod cesarji julijsko-klavdijske dinastije pridobila bogastvo in status.
Domicijanov praded, Tit Flavij Petro, je služil kot centurion pod Pompejem med Cezarjevo državljansko vojno. Njegova vojaška kariera se je končala v sramu, ko je leta 48 pr. n. št. pobegnil z bojišča v bitki pri Farzlu. Kljub temu je Petru uspelo izboljšati svoj status s poroko z izjemno bogato Tertulo, katere bogastvo je zagotavljalo vzpon Petrovega sina Tita Flavija Sabinusa I., Domicijanovega dedka. Sabinus si je sam nabral dodatno bogastvo in morebiten viteški status s svojimi službami kot davkar v Aziji in bankir v Helvetiji. S poroko z Vespazijo Pollo se je povezal z prestižnejšim patricijskem gens Vespasia, s čimer je zagotovil povzdignjenje svojih sinov Tita Flavija Sabina II. in Vespazijana v senatorski razred.
Politična kariera Vespazijana je vključevala položaje kvestorja, edila in pretorja ter dosegla vrhunec z konzulatom leta 51, ko se je rodil Domicijan. Kot vojaški poveljnik si je zgodaj pridobil slavo z udeležbo v rimski invaziji na Britanijo leta 43. Kljub temu antični viri navajajo revščino flavijanske družine v času Domicijanovega odraščanja, celo trdijo, da je Vespazijan pod cesarjema Kaligulo (37–41) in Neronom (54–68) padel na slab glas. Sodobna zgodovina je te trditve ovrgla in nakazuje, da so se te zgodbe kasneje razširile pod flavijansko vladavino kot del propagandne kampanje za zmanjšanje uspeha pod manj uglednimi cesarji Julijsko-klavdijske dinastije in za maksimiranje dosežkov pod cesarjem Klavdijem (41–54) in njegovim sinom Britanikom.
Po vsem videzu so Flavijci v 40. in 60. letih uživali veliko cesarsko naklonjenost. Medtem, ko je Tit Flavij prejel dvorno izobrazbo v družbi Britanika, je Vespazijan nadaljeval uspešno politično in vojaško kariero. Po daljšem obdobju upokojitve v 50. letih se je pod Neronom vrnil na javno funkcijo, kjer je leta 63 služil kot prokonzul afriške province province Afrika in leta 66 spremljal cesarja Nerona med uradnim potovanjem po Grčiji. Istega leta so se Judje iz province Judeja uprli Rimskemu cesarstvu, kar je sprožilo tisto, kar je danes znano kot prva judovsko-rimska vojna. Vespazijan je bil dodeljen za vodenje rimske vojske proti upornikom, Tit – ki je do takrat že končal vojaško izobrazbo – pa je poveljeval legiji.

### Mladost in značaj
Od treh Flavijskih cesarjev je Domicijan vladal najdlje, kljub dejstvu, da je svojo mladost in zgodnjo kariero večinoma preživel v senci starejšega brata. Tit Flavij si je pridobil vojaški sloves med prvo judovsko-rimsko vojno. Potem ko je njihov oče Vespazijan leta 69 po državljanski vojni, znani kot Leto štirih cesarjev, postal cesar, je Tit opravljal številne funkcije, medtem ko je Domicijan prejemal časti, vendar nobenih odgovornosti. Ko je bil Domicijan star 16 let, sta njegova mati in sestra že zdavnaj umrli, medtem ko sta bila njegov oče in brat nenehno aktivna v rimski vojski in sta poveljevala vojskam v Germaniji in Judeji. Za Domicijana je to pomenilo, da je precejšen del svoje adolescence preživel v odsotnosti bližnjih sorodnikov.
Med judovsko-rimskimi vojnami je bil verjetno v oskrbi svojega strica Tita Flavija Sabina (konzul 47 n. št.), ki je takrat služil kot Praefectus urbi (mestni prefekt) Rima; ali morda celo Marka Cocceiusa Nerve (naslednik Domicijana kot cesarja po smrti slednjega), zvestega prijatelja Flavijcev in bodočega Domicijanovega naslednika. Izobrazbo je prejel kot mladenič privilegiranega senatorskega razreda, študiral je retoriko in literaturo. V svoji biografiji v delu Življenja dvanajstih cesarjev Svetonij potrjuje Domicijanovo sposobnost citiranja pomembnih pesnikov in pisateljev, kot sta Homer ali Vergil, ob ustreznih priložnostih in ga opisuje kot učenega in izobraženega mladostnika z elegantno konverzacijo. Med njegovimi prvimi objavljenimi deli so bile poezija, pa tudi spisi o pravu in upravi. Za razliko od svojega brata Tita se Domicijan ni izobraževal na dvoru. Ni zabeležen, ali je prejel formalno vojaško usposabljanje, vendar je po Svetonijevem mnenju pokazal precejšnjo spretnost streljanja z lokom in puščico. Podroben opis Domicijanovega videza in značaja poda Svetonij, ki precejšen del svoje biografije posveti njegovi osebnosti:
Bil je visoke postave, skromnega izraza in svetle barve obraza. Oči je imel velike, a vid nekoliko meglen. Bil je tudi čeden in eleganten, še posebej v mladosti in to po celem telesu, razen na nogah, kjer so bili prsti nekoliko utesnjeni. V poznejšem življenju je imel še dodatno plešavost, štrleč trebuh in tanke noge, čeprav so slednje postale suhe zaradi dolge bolezni.
Domicijan naj bi bil izjemno občutljiv glede svoje plešavosti, ki jo je v poznejšem življenju prikrival z nošenjem lasulj. Po Svetonijevih besedah je celo napisal knjigo na temo nege las. Glede Domicijanove osebnosti pa Svetonijeva pripoved ostro niha med upodabljanjem Domicijana kot cesarja-tirana, človeka, ki je bil tako fizično kot intelektualno len in inteligentno, prefinjeno osebnostjo, ki jo najdemo drugje. Zgodovinar Brian Jones v delu »Cesar Domicijan« sklepa, da je ocenjevanje resnične narave Domicijanove osebnosti zaradi pristranskosti ohranjenih virov že samo po sebi zapleteno. Kljub temu se iz razpoložljivih dokazov pojavljajo skupne niti. Zdi se, da mu je manjkala prirojena karizma njegovega brata in očeta. Bil je nagnjen k sumničavosti, kazal je nenavaden, včasih samoponiževalen smisel za humor in pogosto je komuniciral na skrivnostne načine. To dvoumnost značaja je še poslabšala njegova oddaljenost od sorodnikov in ko je odraščal je vse bolj kazal naklonjenost samoti, kar je morda izhajalo iz njegove izolirane vzgoje. Dejansko so do osemnajstega leta skoraj vsi njegovi najbližji sorodniki umrli zaradi vojne ali bolezni. Ker je Domicijan večino svojega zgodnjega življenja preživel v somraku Neronove vladavine, so na njegova formativna leta močno vplivali politični pretresi 60. let, ki so dosegli vrhunec z [[letp štirih cesarjev|državljansko vojno leta 69[[, v kateri je na oblast prišla njegova družina.

## Vzpon Flavijcev

### Leto štirih cesarjev
9. junija 68 je Neron sredi vse večjega nasprotovanja senata in vojske storil samomor in z njim se je končala Julijsko-klavdijska dinastija. Sledil je kaos, ki je vodil v leto brutalne državljanske vojne, znane kot Leto štirih cesarjev, v kateri so se štirje najvplivnejši generali v Rimskem cesarstvu – Galba, Oton, Vitelij in Vespazijan – zaporedoma potegovali za cesarsko oblast. Novica o Neronovi smrti je dosegla Vespazijana, ko se je pripravljal na obleganje mesta Jeruzalem. Skoraj istočasno je senat razglasil Galbo, takratnega guvernerja Tarakonske Hispanije (sodobne severne Španije), za rimskega cesarja. Namesto, da bi nadaljeval s kampanjo se je Vespazijan odločil počakati na nadaljnje ukaze in poslal Tita, da pozdravi novega cesarja. Preden je prispel v Italijo, je Tit izvedel, da je bil Galba umorjen in ga je nadomestil Oton, guverner Luzitanije (sodobne Portugalske). Hkrati se je Vitelij in njegove vojske v Germaniji uprle in se pripravile na pohod na Rim z namenom strmoglavljenja Otona. Tit, ki ni hotel tvegati, da bi ga ena ali druga stran vzela za talca, je opustil potovanje v Rim in se vrnil k očetu v Judejo.
Oton in Vitelij sta se zavedala potencialne grožnje, ki jo predstavlja flavijska frakcija. Vespazijan je s štirimi legijami na voljo poveljeval sili skoraj 80.000 vojakov. Njegov položaj v Judeji mu je dal še prednost, da je bil najbližje vitalni provinci Egipt, ki je nadzorovala oskrbo mesta Rim z žitom. Njegov brat Tit Flavij Sabin II. je kot mestni prefekt poveljeval celotni mestni garniziji Rima. Napetosti v flavijskih silah so bile visoke, toda dokler je bil na oblasti Galba ali Oton, Vespazijan ni hotel ukrepati. Ko je Vitelij v prvi bitki pri Bedriakumu porazil Otona, sta vojski v Judeji in Egiptu vzeli stvari v svoje roke in 1. julija 69 razglasili Vespazijana za cesarja. Vespazijan je sprejel zavezništvo in sklenil zavezništvo z Gajem Licinijem Mucijanom, guvernerjem Sirije, proti Viteliju. Močna sila judovskih in sirskih legij je pod poveljstvom Mucijana odkorakala na Rim, medtem ko je Vespazijan odpotoval v Aleksandrijo, Tita pa je prepustil zadolževanju za končanje judovskega upora.
V Rimu je Vitelij Domicijana postavil v hišni pripor kot zaščito pred flavijsko agresijo. Podpora staremu cesarju je upadla, ko je vedno več legij po cesarstvu priseglo zvestobo Vespazijanu. 24. oktobra 69 so se sile Vitelija in Vespazijana (pod poveljstvom Marka Antonija Prima) srečale v dDrugi bitki pri Bedriakumu, ki se je končala z uničujočim porazom za Vitelijeve vojske. Vitelij je v obupu poskušal doseči pogajanja o predaji. S Titom Flavijem Sabinom II. sta se dogovorili o mirovnih pogojih, vključno z prostovoljno abdikacijo, vendar so vojaki pretorijanske garde – cesarske telesne straže – takšen odstop imeli za sramoten in so Viteliju preprečili izvedbo pogodbe. Zjutraj 18. decembra se je cesar pojavil, da bi položil cesarske insignije v Templju Konkordije, a se je v zadnjem trenutku vrnil v cesarsko palačo. V zmedi so se vodilni možje države zbrali v Sabinovi hiši in razglasili Vespazijana za cesarja, vendar se je množica razšla, ko so se vitelijske kohorte spopadle z oboroženim spremstvom Sabinusa, ki se je bil prisiljen umakniti na Kapitolski grič.
Ponoči so se mu pridružili sorodniki, vključno z Domicijanom. Mucijanove vojske so se bližale Rimu, toda oblegana flavijska stranka ni zdržala dlje kot en dan. 19. decembra so vitelijci vdrli na Kapitol in v spopadu so Sabina ujeli in usmrtili. Domicijanu je uspelo pobegniti tako, da se je preoblekel v častilca Izide in noč preživel na varnem z enim od očetovih podpornikov, Kornelijem Primom. Popoldne 20. decembra je bil Vitelij mrtev, njegove podpornike so premagale flavijske legije. Ker se Domicijan ni več bal ničesar, je stopil naprej, da bi se spopadel z vitelijci; vsesplošno so ga pozdravili z nazivom Cezar in množica vojakov ga je pospremila v očetovo hišo. Naslednji dan, 21. decembra, je senat razglasil Vespazijana za cesarja rimskega cesarstva.

### Posledice vojne
Čeprav se je vojna uradno končala, je v prvih dneh po Vitelijevi smrti zavladalo stanje anarhije in brezpravja. Red je pravilno vzpostavil Gaj Licinij Mucijan v začetku leta 70, vendar je Vespazijan vstopil v Rim šele septembra istega leta. Medtem je Domicijan deloval kot predstavnik družine Flavijcev v rimskem senatu. Prejel je naziv »cezar« in bil imenovan za pretorja s konzularno oblastjo. Antični zgodovinar Tacit opisuje Domicijanov prvi govor v senatu kot kratek in odmerjen, hkrati pa poudarja njegovo sposobnost izogibanja nerodnim vprašanjem. Domicijanova avtoriteta je bila zgolj nominalna, kar je napovedovalo njegovo vlogo vsaj še deset let. Po vseh poročilih je Mucijan v Vespazijanovi odsotnosti imel dejansko oblast in je skrbno zagotavljal, da Domicijan, ki je bil še vedno star komaj osemnajst let, ni prekoračil meja svoje funkcije.
Tudi nad mladim cezarjevim spremstvom je bil ohranjen strog nadzor, saj so bili flavijski generali, kot sta bila Arrius Varus in Antonius Primus, odpuščeni in nadomeščeni z bolj zanesljivimi možmi, kot je bil Marcus Arrecinus Clemens. Mucijan je prav tako omejil Domicijanove vojaške ambicije. Državljanska vojna leta 69 je močno destabilizirala province, kar je privedlo do več lokalnih uporov, kot je bil Batavski upor v Galiji. Batavske pomožne enote renskih legij, ki jih je vodil Gaj Julij Civilis, so se uprle s pomočjo frakcije Treverov pod poveljstvom Julija Klasika. Iz Rima je bilo poslanih sedem legij, ki jih je vodil Vespazijanov svak Kvint Petilij Cerialis.
Čeprav je bil upor hitro zadušen, so pretirana poročila o katastrofi Mucijana spodbudila, da je z lastnimi okrepitvami zapustil prestolnico. Domicijan je vneto iskal priložnost za dosego vojaške slave in se pridružil drugim častnikom z namenom, da bi poveljeval lastni legiji. Po Tacitovih besedah Mucijan ni bil navdušen nad to možnostjo, a ker je Domicijana imel za breme v kateri koli vlogi, ki mu je bila zaupana, ga je raje imel pri roki kot v Rimu. Ko je prispela novica o Cerialisovi zmagi nad Civilisom, je Mucijan taktno odvrnil Domicijana od nadaljnjih vojaških prizadevanj. Domicijan je nato osebno pisal Cerialisu in mu predlagal, naj preda poveljstvo nad svojo vojsko, vendar je bil spet zavrnjen. Z Vespazijanovo vrnitvijo konec septembra je bila njegova politična vloga skoraj končana in Domicijan se je umaknil iz vlade ter se posvetil umetnosti in literaturi.

### Poroka
Medtem, ko se je njegova politična in vojaška kariera končala z razočaranjem, so bile Domicijanove zasebne zadeve uspešnejše. Leta 70 je Vespazijan poskušal urediti dinastično poroko med svojim najmlajšim sinom in Titovo hčerko, Julijo Flavijo,, vendar je bil Domicijan neomajno zaljubljen v Domicijo Longino, celo prepričal je njenega moža, Lucija Elija Lamije Plavcija Elijana, da se loči od nje, da bi se Domicijan lahko sam poročil z njo. Kljub začetni nepremišljenosti je bila zveza zelo prestižna za obe družini. Domicia Longina je bila mlajša hči Gneja Domicija Korbulona, spoštovanega generala in častnega politika, ki se je odlikoval s svojim vodstvom v kraljestvu Armeniji. Po neuspeli Pizonski zaroti proti Neronu leta 65 je bil ta prisiljen storiti samomor. Bila je tudi vnukinja Junije Lepide, potomke cesarja Avgusta. Nova poroka ni le ponovno vzpostavila vezi s senatorsko opozicijo, temveč je služila tudi širši flavijski propagandi tistega časa, ki je želela zmanjšati Vespazijanov politični uspeh pod Neronom. Namesto tega so poudarjali povezave z Klavdijem in Britanikom, Neronove žrtve ali tiste, ki jih je kako drugače prikrajšal, pa so rehabilitirali.
Leta 80 se je Domiciji in Domicijanu rodil edini izpričani sin. Ni znano, kako je bilo dečku ime, vendar je umrl v otroštvu leta 83. Kmalu po svojem prihodu na prestol je Domician Domiciji podelil častni naziv Augusta, medtem ko je bil njun sin pobožanstven, kar se kot tak pojavlja na vrsti kovancev iz tistega obdobja. Kljub temu se zdi, da je zakon leta 83 doživel veliko krizo. Iz neznanih razlogov je Domicijan Domicijo za kratek čas izgnal, nato pa jo je kmalu odpoklical, bodisi iz ljubezni bodisi zaradi govoric, da je v zvezi s svojo nečakinjo Julijo Flavio. Jones trdi, da je to najverjetneje storil zaradi njenega neuspeha pri rojstvu dediča. Do leta 84 se je Domicija vrnila v palačo, kjer je brez incidentov živela do konca Domicijanove vladavine. O Domicijinih dejavnostih kot cesarice ali o tem, kolikšen vpliv je imela na Domicijanovo vlado, je znanega malo, vendar se zdi, da je bila njena vloga omejena. Od Svetonija vemo, da je cesarja vsaj spremljala v amfiteater, medtem ko judovski pisec Jožef govori o ugodnostih, ki jih je prejel od nje. Ni znano, ali je imel Domicijan druge otroke, vendar se ni več poročil. Kljub obtožbam rimskih virov o prešuštvu in ločitvi se zdi, da je bil zakon srečen.

### Ceremonialni dedič (71–81)
Preden je postal cesar, je bila Domicijanova vloga v flavijski vladi večinoma ceremonialna. Junija 71 se je Tit zmagoslavno vrnil iz vojne v Judeji. Upor je zahteval življenja desettisočev, morda stotisočev, večina od njih pa je bila Judov. Mesto in jeruzalemski tempelj sta bila popolnoma uničena, rimska vojska je odnesla njegove najdragocenejše zaklade, skoraj 100.000 ljudi pa je bilo ujetih in zasužnjenih. Senat je Titu za zmago podelil rimski triumf. Na dan praznovanja je flavijska družina jahala v prestolnico, pred njo pa je bila razkošna parada, na kateri je bil razstavljen vojni plen. Družinsko procesijo sta vodila Vespazijan in Tit, medtem ko je Domicijan, ki je jahal veličastnega belega konja, sledil s preostalimi flavijskimi sorodniki.
Voditelji judovskega upora so bili usmrčeni na rimskem forumu, nakar se je procesija zaključila z verskimi žrtvami v Jupitrovem templju (Kapitolski grič). Na jugovzhodnem vhodu v Forum je bil postavljen slavolok, Titov slavolok, v spomin na uspešen konec vojne. Vendar je Titova vrnitev še dodatno poudarila Domicijanovo relativno nepomembnost, tako vojaško kot politično. Kot najstarejši in najbolj izkušen Vespazijanov sin si je Tit z očetom delil tribunsko oblast, prejel sedem konzulatov, cenzuro in dobil poveljništvo pretorijanske garde; pooblastila, ki niso puščala dvoma, da je bil imenovani dedič cesarstva. Kot drugi sin je Domicijan imel častne nazive, kot sta »cezar« ali »Princeps Iuventutis« in več duhovniških nazivov, vključno z »avgur«, »pontifex«, »frater arvalis«, »magister frater arvalium« in »sacerdos collegiorum omnium«, vendar nobenega položaja z pooblastili »imperium«. Med Vespazijanovo vladavino je imel šest konzulskih funkcij, vendar je bila le ena od teh, leta 73, navadna konzulska funkcija. Drugih pet je bilo manj prestižnih nadomestnih funkcij, ki jih je opravljal v letih 71, 75, 76, 77 in 79, običajno pa je sredi januarja zamenjal očeta oziroma brata.
Čeprav so bile te funkcije ceremonialne, so Domicijanu nedvomno prinesle dragocene izkušnje v rimskem senatu in so morda prispevale k njegovim kasnejšim pomislekom glede njihove pomembnosti. Pod Vespazijanom in Titom so bili neflavijci praktično izključeni iz pomembnih javnih funkcij. Mucijan sam je v tem času skoraj izginil iz zgodovinskih zapisov in domneva se, da je umrl nekje med letoma 75 in 77. Ker je Tit dejansko deloval kot socesar s svojim očetom, po Vespazijanovi smrti 24. junija 79 ni prišlo do nenadne spremembe flavijanske politike. Tit je Domicijanu zagotovil, da bo kmalu dobil polno partnerstvo v vladi, vendar mu med Titovo kratko vladavino ni bila podeljena niti tribunska oblast niti kakršen koli »imperium«.
Med letoma 79 in 80 sta se zgodili dve večji nesreči. Oktobra/novembra 79 je izbruh Vezuva, okoliški mesti Pompeji in Herkulanej pokopali pod metri pepela in lave; naslednje leto je v Rimu izbruhnil tridnevni požar, ki je uničil številne pomembne javne zgradbe. Posledično je Tit večino svojega vladanja posvetil koordinaciji pomoči in obnovi poškodovane lastnine. 13. septembra 81, po komaj dveh letih na oblasti, je med potovanjem na sabinsko ozemlje nepričakovano umrl zaradi vročine. Antični avtorji so Domicijana vpletli v smrt njegovega brata, bodisi tako, da so ga neposredno obtožili umora, ali pa so namigovali, da je bolnega Tita pustil mrtvega, celo trdi, da je Domicijan v času svojega življenja odkrito koval zaroto proti svojemu bratu. Težko je oceniti dejansko resničnost teh izjav glede na znano pristranskost ohranjenih virov. Bratska naklonjenost je bila verjetno minimalna, vendar to ni bilo presenetljivo, glede na to, da Domicijan po sedmem letu starosti Tita skorajda videl. Ne glede na naravo njunega odnosa se zdi, da Domicijan ni pokazal veliko sočutja, ko je njegov brat umiral, temveč se je namesto tega odpravil v pretorijanski tabor, kjer je bil razglašen za cesarja. Naslednji dan, 14. septembra, Senat je potrdil Domicijanove pristojnosti, mu podelil tribunsko oblast, funkcijo pontifex maximus in naziva Avgust ("častitljiv") in Pater Patriae ("oče države").

## Cesar (81–96)

### Vladanje
Kot cesar se je Domicijan hitro odpovedal republikanski fasadi, ki sta jo njegov oče in brat ohranjala med svojim vladanjem. S preselitvijo središča vlade na cesarski dvor je Domicijan odkrito odvzel pristojnosti senata. Po Pliniju Mlajšem je Domicijan verjel, da bo Rimsko cesarstvo upravljano kot božanska monarhija, on pa bo na čelu kot dobrohotni despot. Domicijan je poleg absolutne politične moči verjel, da cesarjeva vloga zajema vse vidike vsakdanjega življenja in vodi rimsko ljudstvo kot kulturno in moralno avtoriteto. Da bi začel novo dobo, se je lotil ambicioznih gospodarskih, vojaških in kulturnih programov z namenom, da bi cesarstvu povrnil sijaj, ki ga je doživelo pod cesarjem Avgustom.
Kljub tem velikim načrtom je bil Domicijan odločen, da bo cesarstvo vodil vestno in skrbno. Osebno se je vključil v vse veje uprave: izdajali so edikte, ki so urejali najmanjše podrobnosti vsakdanjega življenja in prava, medtem ko sta se obdavčitev in javna morala strogo izvajala. Po Svetoniju cesarska birokracija ni nikoli delovala učinkoviteje kot pod Domicijanom, čigar natančni standardi in sumničavost so ohranjali zgodovinsko nizko stopnjo korupcije med pokrajinskimi guvernerji in izvoljenimi uradniki. Čeprav se ni pretvarjal, da ni imel rimski senat pod njegovo absolutno oblastjo pomena, so bili tisti senatorji, ki jih je imel za nevredne, izključeni iz senata, pri delitvi javnih funkcij pa je le redko dajal prednost družinskim članom, kar je bilo v nasprotju z nepotizmom, ki sta ga izvajala Vespazijan in Tit.
Predvsem pa je Domicijan pri tistih, ki jih je imenoval na strateške položaje, cenil zvestobo in prilagodljivost, lastnosti, ki jih je pogosteje našel pri članih viteškega (Equites) reda kot pri članih senata ali lastne družine, na katere je gledal z nezaupanjem in jih takoj odstavil, če se niso strinjali z imperialno politiko. Resničnost Domicijanove avtokracije je še dodatno poudarilo dejstvo, da je več kot kateri koli cesar od Tiberija preživel precej časa stran od prestolnice. Čeprav je moč senata od padca republike upadala, pod Domicijanom sedež oblasti sploh ni bil več v Rimu, temveč tam, kjer je bil cesar. Do dokončanja Flavijanske palače na Palatinskem griču je bil cesarski dvor v Domicijanovi vili Alba ali vili Kirceja (Sabaudija), včasih pa celo dlje. Domicijan je veliko potoval po evropskih provincah in vsaj tri leta svojega vladanja preživel v Germaniji in Iliriku, kjer je vodil vojaške pohode na mejah cesarstva.

### Gradbeni program
Ob Domicijanovem prihodu na prestol je mesto še vedno trpelo zaradi škode, ki jo je povzročila državljanska vojna leta 69 in požar leta 80. Domicijanov gradbeni program, ki ni bil le projekt prenove, je bil mišljen kot krona kulturne renesanse celotnega cesarstva. Zgrajenih, obnovljenih ali dokončanih je bilo približno petdeset struktur, kar je bil največji dosežek za Avgustovom. Med najpomembnejšimi novimi strukturami sta bila Domicijanov stadion (danes ga zaseda Piazza Navona) in sosednji Domicijanov odeon, prva stalna rimska prizorišča za atletiko in umetniška tekmovanja v grškem slogu, ki jih je ponovno uvedel s Kapitolskimi igrami.
Najpomembnejša stavba, ki jo je Domicijan obnovil, je bil Tempelj kapitolskega Jupitra na Kapitolu, za katerega pravijo, da je bil pokrit s pozlačeno streho:
"Že samo pozlatitev strehe tega templja, ki je stala več kot 12.000 talentov, je danes zunaj zmožnosti najbogatejšega zasebnega državljana v Rimu."
Njegovo prostrano in razkošno palačo na Palatinskem griču, znano kot Flavijeva palača, je zasnoval Domicijanov glavni arhitekt Rabirius.
Med stavbami, ki jih je dokončal, so bili Tempelj Vespazijana in Tita, Titov slavolok in Kolosej, h kateremu je dodal četrto nadstropje in dokončal notranji prostor za sedenje.
Tudi v Egiptu je bil Domicijan aktiven pri gradnji in okraševanju stavb. Skupaj s Trajanom se pojavlja pri upodabljanju prizorov na propilonu Hatorinega templja v Denderi. Njegova kartuša se pojavlja tudi v stebrih Hnumovega templja v Esni.

#### Palače in vile
Za osebno uporabo je aktivno gradil številne monumentalne stavbe, vključno z vilo Alba, ogromno in razkošno palačo, ki je ležala 20 km izven Rima v Albanskih gričih. V samem Rimu je na Palatinskem griču zgradil razkošno Domicijanovo palačo.
"...če bi kdo, ki bi ga presenetila dragost Kapitola, videl eno samo kolonado v Domicijanovi palači ... bi bil ganjen, da bi Domicijanu rekel: 'Nisi pobožen niti plemenito ambiciozen; bolan si; tvoja manija je graditi; kot slavni Midas si želiš, da bi vse postalo zlato in kamen na tvoj dotik.'"
Sedem drugih vil-palač je povezanih z Domicijanom v Tusculumu, Antiumu, vila Sabaudi, cesarski vili Vicarello, Caieta, Terracin in Baje. Samo tisti v Sabaudiji in Vicarellu sta bili pozitivno identificirani.

### Gospodarstvo
Domicijanova nagnjenost k mikroupravljanju ni bila nikjer bolj očitna kot v njegovi finančni politiki. Vprašanje ali je Domicijan ob svoji smrti pustil Rimsko cesarstvo v dolgovih ali s presežkom, je bilo predmet burnih razprav. Dokazi kažejo na uravnoteženo gospodarstvo večji del Domicijanove vladavine. Ob svojem nastopu na prestol je dramatično prevrednotil rimski denar. Čistost srebra v denariju je povečal z 90 % na 98 % – dejanska teža srebra se je povečala z 2,87 grama na 3,26 grama. Finančna kriza leta 85 je prisilila k devalvaciji čistosti in teže srebra na 93,5 % oziroma 3,04 grama. Kljub temu so bile nove vrednosti še vedno višje od ravni, ki sta jih Vespazijan in Tit ohranjala med svojim vladanjem. Domicijanova stroga davčna politika je zagotovila, da se je ta standard ohranil naslednjih enajst let. Kovanci iz tega obdobja kažejo zelo dosledno stopnjo kakovosti, vključno s skrbno pozornostjo, posvečeno Domicijanovi titulaturi in prefinjeno umetniško izdelavo portretov na hrbtni strani.
Jones ocenjuje, da je bil Domicijanov letni dohodek več kot 1,2 milijarde sestercijev, od tega naj bi bila več kot tretjina porabljena za vzdrževanje rimske vojske.
Da bi pomirili rimsko ljudstvo je bilo v času Domicijanove vladavine porabljenih približno 135 milijonov sestercijev za donacije oziroma congiarium. Cesar je oživil tudi prakso javnih banketov, ki so bili pod Neronom omejeni na preprosto razdeljevanje hrane, medtem ko je sam vlagal velike vsote v zabavo in igre. Leta 86 je na svojem stadionu ustanovil Kapitolske igre, štiriletno tekmovanje, ki je obsegalo atletske prikaze, dirke z vozovi in tekmovanja v govorništvu, glasbi in igranju.

### Vojaški pohodi
Vojaški pohodi, izvedeni med Domicijanovo vladavino, so bili na splošno obrambne narave, saj je cesar zavračal idejo ekspanzionističnega vojskovanja. Njegov najpomembnejši vojaški prispevek je bil razvoj Limes Germanicus, ki je obsegal obsežno mrežo cest, utrdb in stražnih stolpov, zgrajenih vzdolž reke Ren za obrambo cesarstva. Kljub temu se je v Galiji, proti germanskim Hatom in čez Donavsko mejo bojevalo več pomembnih vojn proti Svebom, Sarmatom in Dačanom.
Osvajanje Britanije se je nadaljevalo pod poveljstvom Gneja Julija Agrikole, ki je razširil rimsko cesarstvo vse do Kaledonije oziroma današnje Škotske. Domicijan je leta 82 ustanovil tudi novo legijo, I. Minervio, za boj proti plemenu Hatom. skalni napis blizu gore Boyukdash v današnjem Azerbajdžanu. Sodeč po vklesanih naslovih Caesar, Augustus in Germanicus, se je omenjenu pohod zgodil med letoma 84 in 96 n. št.
Domicijanovo upravljanje rimske vojske je zaznamovala enaka skrbna vpletenost, kot jo je kazal v drugih vejah oblasti. Njegove sposobnosti vojaškega stratega pa so sodobniki kritizirali. Čeprav je dosegel več zmag, so bile te večinoma propagandne narave. Tacit je Domicijanovo zmago proti Hatom označil za "lažni triumf" in kritiziral njegovo odločitev, da se po osvojitvi Agrikole umakne v Britanijo. Kljub temu se zdi, da je bil Domicijan med vojaki zelo priljubljen, saj je približno tri leta svojega vladanja preživel v vojski na pohodih – več kot kateri koli cesar od Avgusta – in jim za tretjino zvišal plačo. Čeprav vojaško poveljstvo morda ni odobravalo njegovih taktičnih in strateških odločitev, je bila zvestoba navadnega vojaka nedvomna.

#### Kampanja proti Hatom
Ko je Domicijan postal cesar, si je takoj prizadeval doseči dolgo odlašano vojaško slavo. Že leta 82 ali morda 83 je odšel v Galijo, domnevno zato, da bi opravil popis prebivalstva, in nenadoma ukazal napad na Hate. V ta namen je bila ustanovljena nova legija, I. legija Minervia, ki je zgradila približno 75 kilometrov cest skozi ozemlje Hatov, da bi odkrila sovražnikova skrivališča. Čeprav se je o bitkah ohranilo malo podatkov, je bilo očitno doseženih dovolj zgodnjih zmag, da se je Domicijan do konca leta 83 vrnil v Rim, kjer je praznoval razkošno zmagoslavje in si podelil naziv »Germanikus«. Domnevno Domicijanovo zmago so antični avtorji močno zaničevali in opisali pohod kot »nezaželen« in »lažni triumf«. Dokazi tem trditvam dajejo nekaj verodostojnosti, saj so Hati kasneje igrali pomembno vlogo med Saturninovim uporom leta 89.

#### Osvojitev severne Britanije (77–84)
Eno najpodrobnejših poročil o vojaški dejavnosti pod Flavijsko dinastijo je napisal Tacit, čigar biografija njegovega tasta Gneja Juliusa Agrikole se v veliki meri nanaša na osvojitev severne Britanije med letoma 77 in 84. Agrikola je prispel ok. 77 kot guverner rimske Britanije in takoj začel pohode v Kaledonijo (sodobna Škotska). Leta 82 je Agrikola prečkal neznano vodno površino in premagal ljudstva, ki jih Rimljani do takrat niso poznali. Utrdil je obalo, obrnjeno proti Irski in Tacit se spominja, da je njegov tast pogosto trdil, da je otok mogoče osvojiti z eno samo legijo in nekaj pomožnimi (Auxilia) kohortami. Dal je zatočišče izgnanemu irskemu kralju, za katerega je upal, da ga bo uporabil kot izgovor za osvojitev. Do te osvojitve ni nikoli prišlo, vendar nekateri zgodovinarji menijo, da je bil omenjeni prehod v resnici majhna raziskovalna ali kazenska odprava na Irsko.
Agrikola je naslednje leto preusmeril svojo pozornost z Irske in zbral floto ter se premaknil čez reko Forth v Kaledonijo. Za pomoč pri napredovanju je bila v Inchtuthilu zgrajena velika legijska trdnjava. Poleti leta 84 se je Agrikola v bitki pri Mons Graupiusu soočil z vojsko Kaledoncev pod vodstvom Calgaca. Čeprav so Rimljani sovražniku zadali velike izgube, sta dve tretjini kaledonske vojske pobegnili in se skrili v škotskih močvirjih in škotskem višavju, kar je Agrikoli na koncu preprečilo, da bi pod svoj nadzor prevzel celoten britanski otok. Leta 85 je Domicijan Agrikolo odpoklical v Rim, potem ko je več kot šest let služil kot guverner, dlje kot običajno za konzularne legate v flavijanski dobi.
Tacit trdi, da je Domicijan ukazal njegov odpoklic, ker so Agrikolini uspehi zasenčili cesarjeve skromne zmage v Germaniji. Razmerje med Agrikolo in cesarjem ni jasno: po eni strani je Agrikola prejel zmagoslavna odlikovanja in kip, po drugi strani pa Agrikola kljub svojim izkušnjam in ugledu ni nikoli več zasedel civilne ali vojaške funkcije. Ponudili so mu guvernerstvo province Afrika, vendar ga je zavrnil, bodisi zaradi slabega zdravja, bodisi, kot trdi Tacit, zaradi Domicijanovih spletk. Nedolgo po Agrikolinem odpoklicu iz Britanije je Rimsko cesarstvo vstopilo v vojno z Kraljestvom Dakija na vzhodu. Potrebne so bile okrepitve in Domicijan je leta 87 ali 88 ukazal obsežen strateški umik čet v britanski provinci. Trdnjava v Inchtuthilu je bila razstavljena, kaledonske utrdbe in stražne stolpe pa zapuščene, s čimer se je rimska meja premaknila približno 120 kilometrov južneje. Poveljstvo vojske je morda zamerilo Domicijanovi odločitvi za umik, vendar zanj kaledonska ozemlja niso nikoli predstavljala nič več kot izgubo za rimsko zakladnico.

#### Dačanske vojne (85–88)
Največja grožnja, s katero se je Rimsko cesarstvo soočilo med Domicijanovo vladavino, je izvirala iz severnih provinc Ilirika, kjer so Svebi, Sarmati in Dačani nenehno nadlegovali rimska naselja ob reki Donavi. Med njimi so Sarmati in Dačani predstavljali največjo grožnjo. Približno leta 84 ali 85 so Dačani pod vodstvom kralja Decebala prečkali Donavo v provinco Mezijo, kjer so povzročili opustošenje in ubili mezijskega guvernerja Opija Sabina. Domicijan je hitro sprožil protinapad] in osebno odpotoval v regijo v spremstvu velike sile pod poveljstvom svojega pretorijanskega prefekta Kornelija Fuska. Fusk je sredi leta 85 uspešno pregnal Dačane čez mejo, kar je Domicijana spodbudilo k vrnitvi v Rim in praznovanju svojega drugega triumfa.
Vendar se je zmaga izkazala za kratkotrajno: že v začetku leta 86 se je Fusk odpravil na nesrečno ekspedicijo v Dakijo. Fusk je bil ubit, bojni prapor (legijski orel ali aquila) pretorijanske garde pa je bil izgubljen. Izguba bojnega prapora je bila znak uničujočega poraza in resne žalitve rimskega nacionalnega ponosa. Domicijan se je avgusta 86 vrnil v Mezijo. Provinco je razdelil na Spodnjo in Zgornjo Mezijo ter na Donavo premestil tri dodatne legije. Leta 87 so Rimljani ponovno napadli Dakijo, tokrat pod poveljstvom Tettiusa Juliana in končno konec leta 88 premagali Decebala na istem mestu, kjer je prej umrl Fuscus. Napad na dačansko prestolnico Sarmizegetusa Regia je bil preprečen, ko so se leta 89 na germanski meji pojavile nove težave.
Da bi se izognil vojni na dveh frontah, se je Domicijan z Decebalom dogovoril za mirovne pogoje, pri čemer je pogajal o prostem dostopu rimskih čet skozi dačansko regijo, Decebalu pa je podelil letno subvencijo v višini 8 milijonov sestercijev. Sodobni avtorji so to pogodbo ostro kritizirali, saj so jo Rimljani imeli za sramotno in je pustila smrt Sabinusa in Fuska nemaščevano. Do konca Domicijanove vladavine je Dakija ostala relativno mirno kraljestvo, vendar je Decebal rimski denar uporabil za utrjevanje svoje obrambe. Domicijan si je verjetno želel nove vojne proti Dačanom in je Zgornjo Mezijo okrepil z dvema dodatnima konjeniškima enotama, pripeljanima iz province Sirije in z vsaj petimi kohortami, pripeljanimi iz Panonije. Trajan je nadaljeval Domicijanovo politiko in pomožnim silam Zgornje Mezije dodal še dve enoti pomožne rimske vojske, nato pa je kopičenje vojakov izkoristil za svoje dačanske vojne. Rimljani so leta 106 končno dosegli odločilno zmago proti Decebalu. Rimska vojska je ponovno utrpela velike izgube, vendar je Trajanu uspelo zavzeti Sarmizegetuzo in, kar je pomembno, priključiti dačanske rudnike zlata in srebra.

### Verska politika
Domicijan je trdno verjel v tradicionalno rimsko religijo in osebno skrbel za to, da so se ves čas njegove vladavine spoštovali starodavni običaji in morala. Da bi upravičil božansko naravo flavijske vladavine, je Domicijan poudarjal povezave z glavnim božanstvom Jupitrom, morda najpomembneje z impresivno obnovo Jupitrovega templja na Kapitolu. V bližini hiše, kamor je Domicijan 20. decembra 69 pobegnil na varno, je bila zgrajena tudi majhna kapela, posvečena »Jupitru Konservatorju«. Kasneje v času svoje vladavine jo je nadomestil z obsežnejšo stavbo, posvečeno Jupitru Kustosu. Boginja, ki jo je najbolj vneto častil, pa je bila Minerva. Ne le, da je imel v svoji spalnici osebno svetišče posvečeno njej, ampak se je redno pojavljala na njegovih kovancih – v štirih različnih potrjenih tipih na hrbtni strani – in v njeno ime je ustanovil legijo, I. Minervio.
Domicijan je tudi oživil prakso imperialnega kulta, ki je pod Vespazijanom nekoliko izpadel iz uporabe. Pomembno je, da je bilo njegovo prvo dejanje kot cesarja pobožanstvenje (divinizaciranje) njegovega brata Tita. Po njuni smrti sta bila med bogove vpisana tudi njegov dojenček sin in nečakinja Julija Flavija. Kar zadeva samega cesarja kot versko osebnost, tako Svetonij kot Kasij Dion trdita, da si je Domicijan uradno dal naziv »Dominus et Deus« (»Gospod in Bog«). Vendar pa med svojim vladanjem ni le zavrnil naziva »Dominus«, ker pa ni izdal nobene uradne dokumentacije ali kovancev v zvezi s tem, zgodovinarji, kot je Brian Jones, trdijo, da so takšne fraze Domicijanu namenjali laskavci, ki so si želeli pridobiti njegovo naklonjenost. Da bi spodbudil čaščenje cesarske družine, je na mestu nekdanje Vespazijanove hiše na Kvirinalu postavil dinastični mavzolej, in dokončal Vespazijanov in Titov tempelj, svetišče posvečeno čaščenju njegovega poboženega očeta in brata. Da bi obeležil vojaške zmage flavijske družine, je ukazal gradnjo Templum Divorum in Templum Fortuna Redux ter dokončal Titov slavolok.
Takšni gradbeni projekti so predstavljali le najvidnejši del Domicijanove verske politike, ki se je ukvarjala tudi z izpolnjevanjem verskega prava in javne morale. Leta 85 se je imenoval za stalnega cenzorja, urad, ki je imel nalogo nadzorovati rimsko moralo in vedenje. Domicijan se je te naloge ponovno vestno in skrbno lotil. Obnovil je zakon Lex Julia (Lex Iulia de Adulteriis Coercendis), po katerem je bilo prešuštvo kaznivo z izgnanstvom. S seznama porotnikov je izbrisal viteza (Equites), ki se je ločil od žene in jo vzel nazaj, nekdanjega kvestorja pa so iz senata izključili zaradi igranja in plesa. Ker so bili evnuhi pogosto uporabljeni kot služabniki, je Domicijan kaznoval ljudi, ki so kastrirali druge in je želel prepovedati same evnuhe. Kasnejši cesarji so uvedli podobne prepovedi, vendar je Domicijan morda bil prvi, ki je to storil. Domicijan je imel kljub moraliziranju svojega najljubšega evnuha, Earinusa, ki sta ga počastila dvorna pesnika Martial in Statius.
Domicijan je tudi strogo preganjal korupcijo med javnimi uslužbenci, odstranil porotnike, če so sprejemali podkupnine, in razveljavil zakonodajo, kadar je obstajal sum na navzkrižje interesov. Zagotovil je, da so bila klevetniška pisanja, zlasti tista, usmerjena proti njemu samemu, kaznovana z izgnanstvom ali smrtjo. Tudi igralci so bili deležni nezaupanja. Posledično je pantomimikom prepovedal nastopanje na odru v javnosti. Filozofi se niso odrezali veliko bolje. Epiktet, ki se je v Rimu uveljavil kot profesor filozofije je pripomnil, da so filozofi sposobni "tirane gledati odločno v obraz", in prav Domicijanov odlok iz leta 94, s katerim je iz Rima izgnal vse filozofe, je Epikteta prisilil, da je svojo bazo preselil v nedavno ustanovljeno rimsko mesto Nikopolis v Epirju v Grčiji, kjer je živel preprosto, varno delal in umrl v starosti. Leta 87 so ugotovili, da so vestalke prekršile svoje svete zaobljube dosmrtne javne čistosti. Ker so vestalke veljale za hčere skupnosti, je ta prekršek v bistvu predstavljal incest. Zato so bile tiste, ki so bile spoznane za krive takšnega prestopka, obsojene na smrt, bodisi na način, ki so ga same izbrale, bodisi po starodavnem običaju, ki je narekoval, da je treba vestalke žive pokopati.
Tuje religije so bile tolerirane, če niso motile javnega reda ali pa so se lahko asimilirale s tradicionalno rimsko religijo. Čaščenje egipčanskih božanstev je še posebej cvetelo pod Flavijsko dinastijo, v obsegu, ki ga ni bilo več vse do vladavine Komoda. Posebej izrazito je bilo čaščenje Serapisa in Izide, ki sta bila identificirana z Jupitrom oziroma Minervo. Zapisi Evzebija iz četrtega stoletja trdijo, da so bili Judje in krščanstvo proti koncu Domicijanove vladavine močno preganjani. Nekateri menijo, da sta bili Knjiga Razodetja in Prvo Klemnovo pismo Korinčanom napisani v tem obdobju, pri čemer slednja omenja "nenadne in ponavljajoče se nesreče", za katere se domneva, da se nanašajo na preganjanja pod Domicijanom. Čeprav so bili Judje močno obdavčeni, noben sodobni avtor ne navaja podrobnosti o sojenjih ali usmrtitvah zaradi verskih prestopkov, razen tistih znotraj rimske religije. Svetonij omenja, da je v mladosti videl, kako je prokurator slekel devetdesetletnika, da bi preveril ali je bil obrezan.

### Nasprotovanje

#### Upor guvernerja Saturnina (89)
1. januarja 89 se je guverner Gornje Germanije Lucij Antonij Saturnin in njegovi dve legiji v Mainzu, XIV. legija Gemina in XXI. legija Rapax, uprli Rimskemu cesarstvu s pomočjo germanskega plemena Hatov. Natančen vzrok upora ni znan, čeprav se zdi, da je bil načrtovan že precej vnaprej. Senatorji morda niso odobravali Domicijanovih vojaških strategij, kot je bila njegova odločitev, da utrdi germansko mejo namesto napada, pa tudi njegov nedavni umik iz severne Britanije in končno sramotna politika miru z Decebalom. Kakor koli že, upor je bil strogo omejen na Saturninovo provinco in hitro odkrit, ko se je govorica razširila po sosednjih provincah. Guverner Spodnje Germanije, Avl Bucij Lapski Maksim, se je takoj premaknil v regijo upora, pri čemer mu je pomagal Tit Flavij Norban, prokurator province Retije. Iz Hispanije so poklicali bodočega cesarja Trajana, medtem ko je Domicijan sam prišel iz Rima z pretorijansko gardo.
Po srečnem naključju je otoplitev preprečila Hatom, da bi prečkali Ren in priskočili na pomoč Saturninu. V štiriindvajsetih dneh je bil upor zatrt, njegovi voditelji v Mainzu pa brutalno kaznovani. Uporniški legiji sta bili poslani na fronto v Ilirik, tisti, ki so pomagali pri njihovem porazu, pa so bili ustrezno nagrajeni. Bucij Lapski Maksim je prejel guvernerstvo province Sirije, drugi konzulat maja 95 in končno duhovništvo, ki ga je imel še leta 102. Tit Flavij Norban je bil morda imenovan v prefekturo Egipta, skoraj zagotovo pa je do leta 94 postal prefekt pretorijanske garde, njegov kolega pa je bil Tit Petronij Sekund. Domicijan je leto po uporu začel tako, da si je konzulat delil z bodočim cesarjem Markom Kokcejem Nervo, kar nakazuje, da je slednji sodeloval pri razkritju zarote, morda na podoben način kot med Pizonsko zaroto pod Neronom. Čeprav je o Nervinem življenju in karieri pred njegovim nastopom na prestol leta 96 znanega malo, se zdi, da je bil zelo prilagodljiv diplomat, ki je preživel številne spremembe režima in postal eden najbolj zaupanja vrednih svetovalcev Flavijcev. Njegov konzulat je bil zato morda namenjen poudarjanju stabilnosti in statusa quo režima. Upor je bil zadušen in cesarstvo se je vrnilo v red.

#### Odnos s senatom
Od padca rimske republike je avtoriteta rimskega senata v veliki meri oslabela pod kvazi-monarhičnim sistemom vladanja, ki ga je vzpostavil cesar Avgust, znanim kot Principat. Principat je dopuščal obstoj de facto diktatorskega režima, hkrati pa ohranjal formalni okvir rimske republike. Večina cesarjev je podpirala javno fasado demokracije, senat pa je v zameno implicitno priznal cesarjev status »de facto« monarha. Nekateri vladarji so to ureditev obravnavali manj prefinjeno kot drugi. Domicijan ni bil tako prefinjen, pogosto je v senat prihajal kot zmagovalec in osvajalec, da bi jim pokazal svoje prezir. Že od začetka svoje vladavine je poudarjal resničnost svoje avtokracije. Ni maral aristokratov in se ni bal tega pokazati, saj je senatu odvzel vsa pooblastila za odločanje, da bi njegov nadzor zmanjšal na upravnega in se namesto tega zanašal na majhno skupino prijateljev in vitezov (equites), da bi nadzorovali pomembne državne funkcije.
Nenaklonjenost je bila obojestranska. Po Domicijanovem atentatu so se rimski senatorji zbrali v senatu, kjer so takoj sprejeli predlog obsodbe njegovega spomina (damnatio memoriae) v pozabo. Pod vladarji dinastije Antoninov so senatorski avtorji objavljali zgodovine, ki so podrobneje predstavile pogled na Domicijana kot tirana. Kljub temu dokazi kažejo, da je Domicijan dopustil senatu določeno svobodo. Medtem, ko sta njegov oče in brat konzularno moč večinoma koncentrirala v rokah družine Flavijcev, je Domicijan v konzulat sprejel presenetljivo veliko število provincialov in potencialnih nasprotnikov, kar jim je omogočilo, da so vodili uradni koledar, tako da so leto začeli kot navadni konzul. Ali je bil to resničen poskus sprave s sovražnimi frakcijami v senatu ni mogoče ugotoviti. S ponudbo konzulata potencialnim nasprotnikom je Domicijan morda želel te senatorje kompromitirati v očeh njihovih podpornikov. Ko se je njihovo vedenje izkazalo za nezadovoljivo, so jih skoraj vedno pripeljali pred sodišče in izgnali ali usmrtili, njihovo premoženje pa so zasegli.
Tako Tacit kot Svetonij govorita o stopnjevanju preganjanja proti koncu Domicijanove vladavine, pri čemer navajata točko strmega porasta okoli leta 93 ali nekje po neuspelem Saturninovem uporu leta 89. Usmrčenih je bilo vsaj dvajset senatorskih nasprotnikov, vključno z nekdanjim možem Domicije Longine Lucius Aelius Lamia Plautius Aelianusom in tremi Domicijanovimi lastnimi družinskimi člani, Titus Flavius Sabinusom (konzul 82), Titus Flavius Clemensom (konzul) in Marcus Arrecinus Clemensom (konzul). Flavij Klemens je bil Domicijanov bratranec, cesar pa je celo Klemensova dva mlada sinova imenoval za svoja naslednika, pri čemer ju je imenoval "Vespazijan" in "Domicijan". Nekateri od teh mož so bili usmrčeni že leta 83 ali 85, kar pa ne daje veliko verodostojnosti Tacitovi zamisli o "vladavini terorja" pozno v Domicijanovi vladavini. Po Svetoniju so bili nekateri obsojeni zaradi korupcije ali izdaje, drugi pa zaradi nepomembnih obtožb, kar je Domicijan upravičeval s svojim sumom:
Govorilo je, da je usoda cesarjev zelo nesrečna, saj ko odkrijejo zaroto, jim nihče ne verjame, razen če so bili umorjeni.
Jones primerja usmrtitve Domicijana z usmrtitvami pod cesarjem Klavdijem (41–54) in ugotavlja, da je Klavdij usmrtil približno 35 senatorjev in 300 vitezov, a ga je senat kljub temu oboževal in ga je imel za enega dobrih cesarjev v zgodovini. Domicijan očitno ni mogel pridobiti podpore med aristokracijo kljub poskusom, da bi s konzularnimi imenovanji pomiril sovražne frakcije. Njegov avtokratski slog vladanja je še poudaril izgubo moči senata, medtem ko si je s politiko, da je patricije in celo družinske člane obravnaval kot enakovredne vsem Rimljanom, prislužil njihov prezir.

## Smrt in nasledstvo

### Atentat
Domicijana so 18. septembra 96 v zaroti umorili dvorni uradniki. Svetonij je podal zelo podroben opis zarote in atentata. Trdi, da je v zaroti glavno vlogo igral Domicijanov komornik Partenij, zgodovinar John Grainger pa kot možen motiv navaja Partenijev verjeten strah pred Domicijanovo nedavno usmrtitvijo Neronovega nekdanjega tajnika Epafrodita (Neronovega osvobojenca). Dejanje samo sta izvedla Partenijev osvobojenec po imenu Maksim in oskrbnik Domicijanove nečakinje Flavije Domitile (žene Klemensa) po imenu Stephanus. Po Svetonijevem mnenju je več znamenj napovedalo Domicijanovo smrt.
Glede na prerokovanje, ki ga je prejel, je cesar verjel, da bo umrl opoldne. Zaradi tega je bil v tistem času vedno nemiren. Na dan atentata je bil Domicijan zaskrbljen in je večkrat prosil služabnika, naj mu pove, koliko je ura. Služabnik, ki je bil sam eden od zarotnikov, je cesarju lagal in mu povedal, da je že pozno popoldne. Cesar se je očitno pomiril in odšel k svoji mizi, da bi podpisal nekaj odlokov. Stephanus, ki se je več dni pretvarjal, da ima poškodbo roke in nosil povoj, da je lahko nosil skrito bodalo, se je nenadoma pojavil:
...pretvarjal se je, da je odkril zaroto in zato je bil sprejet: nakar je, ko je osupli Domicijan prebral dokument, ki mu ga je izročil, je Stephanus zabodel cesarja v dimlje. Ranjeni cesar se je sicer boril, a je podlegel nadaljnjim sedmim vbodom. Njegovi napadalci so bili podrejeni Klodijan, Partenijev osvobojenec Maksim, Satur, glavni komornik in eden od cesarskih gladiatorjev.
Med napadom sta se Stephanus in Domicijan prerivala na tleh. Dion Kasij trdi, da je bil Stephanus ubit, ko so se nanj pognali tisti, ki niso bili udeleženi pri atentatu. Domicijanovo truplo je njegova dojilja Filida nesla na običajnem odru in ga brez slovesnosti kremirala. Kasneje je cesarjev pepel odnesla v Flavijev tempelj in ga pomešala s pepelom njegove nečakinje Julije. Star je bil 44 let. Kot je bilo napovedano je umrl opoldne. Kasij Dion, ki je pisal skoraj sto let pozneje, namiguje, da je bil atentat improviziran, medtem ko Svetonij namiguje, da je šlo za dobro organizirano zaroto, navajajoč Stephanusovo hlinjeno poškodbo in trdil, da so bila vrata služinčadi pred napadom zaklenjena in da je bil meč, ki ga je Domicijan skrival pod blazino kot zadnjo linijo osebne zaščite pred morebitnim morilcem, prav tako predhodno odstranjen. Dion je med zarotnike uvrstil Domicijo Longino, vendar se glede na njeno izpričano predanost Domicijanu – celo leta po moževi smrti – zdi njena vpletenost v zaroto zelo malo verjetna. Natančna vpletenost pretorijanske garde ni jasna. Eden od poveljnikov garde, Titus Petronius Secundus, je skoraj zagotovo vedel za zaroto. Drugi, Titus Flavius Norbanus, nekdanji guverner Retije je bil član Domicijanove družine.

### Nasledstvo in posledice
Fasti Ostienses, Ostijski koledar, beleži, da je senat istega dne, ko je bil Domicijan umorjen, razglasil Marka Kokceja Nervo za cesarja. Kljub njegovim političnim izkušnjam je bila to izjemna izbira. Nerva je bil star in brez otrok ter je večino svoje kariere preživel izven javnosti, kar je tako antične kot sodobne avtorje spodbudilo k ugibanjem o njegovi vpletenosti v Domicijanov atentat. Po besedah Kasija Diona so zarotniki Nervo obravnavali kot morebitnega naslednika že pred atentatom, kar nakazuje, da je bil vsaj seznanjen z zaroto. V Svetonijevi različici dogodkov se ne pojavlja, vendar je to morda razumljivo, saj so bila njegova dela objavljena pod Nervinimi neposrednimi potomci Trajanom in Hadrijanom. Trditi, da je Antoninska dinastija svoj prihod na prestol dolgovala umoru, bi bilo občutljivo. Po drugi strani pa Nerva ni imel široke podpore v cesarstvu in ker je bil znan flavijevski privrženec, ga njegova zvestoba ne bi priporočila zarotnikom. Natančna dejstva je zgodovina zakrila, vendar sodobni zgodovinarji verjamejo, da je bil Nerva razglašen za cesarja izključno na pobudo senata v nekaj urah po tem, ko je prišla novica o atentatu.
Odločitev je bila morda prenagljena, da bi se izognili državljanski vojni, vendar se zdi, da nobeden od njiju ni bil vpleten v zaroto. Senat se je kljub temu veselil Domicijanove smrti in takoj po Nervinem nastopu na prestolu sprejel damnatio memoriae na Domicijanov spomin; njegovi kovanci in kipi so bili staljeni, njegovi slavoloki so bili porušeni, njegovo ime pa izbrisano iz vseh javnih evidenc. Domicijan in več kot stoletje pozneje Publij Septimij Geta sta bila edina znana cesarja, ki sta uradno prejela damnatio memoriae, čeprav so ga drugi morda prejeli de facto. V mnogih primerih so bili obstoječi Domicijanovi portreti, kot so tisti na reliefih iz Cancellerie, preprosto preoblikovani, da bi ustrezali Nervini podobi, kar je omogočilo hitro izdelavo novih podob in recikliranje prejšnjega gradiva. Vendar je bil senatski ukaz v Rimu le delno izvršen, v večini provinc zunaj Italije pa v celoti prezrt.
Po Svetoniju so Rimljani novico o Domicijanovi smrti sprejeli z ravnodušnostjo, vojska pa je bila zelo žalostna in je takoj po atentatu zahtevala njegovo pobožanstvenje (divinizaciranje), v več provincah pa so izbruhnili nemiri. Pretorijanska garda je kot maščevalni ukrep zahtevala usmrtitev Domicijanovih morilcev, kar je Nerva zavrnil. Namesto tega je zgolj odpustil Tita Petronija Sekunda in ga nadomestil z nekdanjim poveljnikom, Casperiusom Aelianusom. Nezadovoljstvo s takim stanjem je še naprej viselo nad Nervovo vladavino in je oktobra 97 izbruhnilo v krizo, ko so člani pretorijanske garde pod vodstvom Casperiusa Aeliana začeli oblegati cesarsko palačo in vzeli Nervo za talca. Prisiljen se je bil podrediti njihovim zahtevam, privolil je v izročitev odgovornih za Domicijanovo smrt in celo imel govor, v katerem se je zahvalil uporniškim pretorijancem. Tita Petronija Sekunda in Partenija so poiskali in ubili. Nerva je bil v tem napadu nepoškodovan, vendar je bila njegova avtoriteta nepopravljivo poškodovana. Kmalu zatem je napovedal posvojitev Trajana za svojega naslednika in s to odločitvijo praktično abdiciral.

## Zapuščina

### Antični viri
Klasični pogled na Domicijana je običajno negativen, saj je bila večina antičnih virov povezana s senatorskim ali aristokratskim razredom, s katerim je imel Domicijan znano težke odnose. Poleg tega so sodobni zgodovinarji, kot so Plinij Mlajši, Tacit in Svetonij pisali po njegovi vladavini, ko je senat njegov spomin obsodil na pozabo. Delo Domicijanovih dvornih pesnikov Marciala in Statija predstavlja praktično edini literarni dokaz, ki je obstajal sočasno z njegovo vladavino. Morda tako ne preseneča kot odnos zgodovinarjev po Domicijanu, da so pesmi Marciala in Statija hvalnice, saj hvalijo Domicijanove dosežke kot enake dosežkom bogov. Najobsežnejši ohranjeni opis Domicijanovega življenja je napisal zgodovinar Svetonij, ki se je rodil med vladavino Vespazijana in je svoja dela objavil pod cesarjem Hadrijanom (117–138). Njegovo delo De vita Caesarum je vir večine tega, kar je znanega o Domicijanu. Čeprav je njegovo besedilo pretežno negativno, ne obsoja niti ne hvali Domicijana izključno ter trdi, da se je njegova vladavina začela dobro, a je postopoma prešla v teror. Vendar je biografija problematična, saj se zdi, da si nasprotuje glede Domicijanove vladavine in osebnosti, hkrati pa ga predstavlja kot vestnega, zmernega človeka in dekadentnega razuzdanca.
Po Svetonijevem mnenju se je Domicijan popolnoma pretvarjal, da ga zanima umetnost in literatura, in se ni nikoli trudil seznaniti s klasičnimi avtorji. Drugi odlomki, ki namigujejo na Domicijanovo ljubezen do epigramatičnega izražanja kažejo, da je bil v resnici seznanjen s klasičnimi pisatelji, hkrati pa je bil pokrovitelj pesnikov in arhitektov, ustanovil umetniško Olimpijado in osebno z velikimi stroški obnovil rimsko knjižnico, potem ko je pogorela. De Vita Caesarum je tudi vir več nezaslišanih zgodb o Domicijanovem zakonskem življenju. Po Svetonijevem mnenju je bila Domitija Longina leta 83 izgnana zaradi afere z znanim igralcem po imenu Paris (igralec pod Domicijanom). Ko je Domicijan to izvedel, naj bi na ulici umoril Parisa in se takoj ločil od svoje žene, Svetonij pa je dodal, da je Domicijan po izgnanstvu vzel nečakinjo Julijo za svojo ljubico, ki je kasneje umrla med neuspelim splavom. Sodobni zgodovinarji pa to menijo za zelo neverjetno, saj ugotavljajo, da so zlonamerne govorice, kot so tiste o Domicijini domnevni nezvestobi, vneto ponavljali postdomicijanski avtorji in jih uporabljali za poudarjanje hinavščine vladarja, ki je javno oznanjal vrnitev k avgustovski morali, medtem ko se je zasebno prepuščal ekscesom in predsedoval koruptivnemu sodišču.
Kljub temu je poročilo o Svetoniju stoletja prevladovalo v imperialni historiografiji. Čeprav Tacit običajno velja za najbolj zanesljivega avtorja tega obdobja, so njegovi pogledi na Domicijana zapleteni zaradi dejstva, da je bil njegov tast Gnej Julij Agrikola morda osebni sovražnik cesarja. V svojem biografskem delu Agrikola Tacit trdi, da se je Agrikola moral umakniti, ker je njegov triumf nad Kaledonci poudaril Domicijanovo lastno neustreznost kot vojaškega poveljnika. Več sodobnih avtorjev, kot je Dorey, trdi nasprotno: da je bil Agrikola v resnici tesen Domicijanov prijatelj in da je Tacit zgolj želel distancirati svojo družino od padle dinastije Flavijcev, ko je Nerva prišel na oblast.
Tacitova glavna zgodovinska dela, vključno z Zgodovinami in Agrikolino biografijo so bila napisana in objavljena pod Domicijanovimi nasledniki Nervo (96–98) in Trajanom (98–117). Žal je del Tacitovih "Zgodovin", ki obravnava vladavino Flavijske dinastije skoraj v celoti izgubljen. Njegovi pogledi na Domicijana so se ohranili s kratkimi komentarji v prvih petih knjigah in kratko, a zelo negativno karakterizacijo v Agrikoli, v kateri ostro kritizira Domicijanova vojaška prizadevanja. Kljub temu Tacit priznava svoj dolg Flavijcem glede lastne javne kariere. Med drugimi vplivnimi avtorji iz 2. stoletja sta Juvenal in Plinij mlajši, slednji je bil Tacitov prijatelj in je leta 100 pred Trajanom in rimskim senatom izrekel svoj slavni Panegyricus Traiani, v katerem je povzdignil novo dobo obnovljene svobode, hkrati pa obsodil Domicijana kot tirana. Juvenal je v svojih Satirah Juvenala divje satiriziral Domicijanov dvor, v katerem je cesarja in njegovo spremstvo prikazal kot pokvarjena, nasilna in nepravična. Posledično je bila protidomicijanska tradicija že dobro uveljavljena do konca 2. stoletja, do 3. stoletja pa so jo celo razširili zgodnji cerkveni zgodovinarji, ki so Domicijana označili za zgodnjega preganjalca kristjanov, na primer v "Janezovih delih".

### Sodobni revizionizem
V 20. stoletju so bile Domicijanove vojaške, upravne in gospodarske politike ponovno ocenjene. Sovražni pogledi na Domicijana so se širili, dokler napredek v arheološkem in numizmatičnem ni ponovno pritegnil pozornosti k njegovi vladavini in zahteval revizijo literarne tradicije, ki sta jo vzpostavila Tacit in Plinij. Vendar pa je minilo skoraj sto let po objavi kakršne koli nove študije v obsegu knjige Stéphana Gsella iz leta 1894. Prva od teh je bila Jonesova knjiga »Cesar Domicijan« iz leta 1992. Sklepa, da je bil Domicijan neusmiljen, a učinkovit avtokrat. Večino njegove vladavine ni bilo splošnega nezadovoljstva z njegovo politiko. Njegova ostrost je bila omejena na zelo glasno manjšino, ki je pretiravala z njegovim despotizmom v korist Antoninska dinastije, ki je sledila. Njegova zunanja politika je bila realistična, zavračala je ekspanzionistično vojskovanje in se pogajala o miru v času, ko je rimska vojaška tradicija narekovala agresivno osvajanje. Preganjanja verskih manjšin, kot so Judje in kristjani, ni bilo.
Leta 1930 se je Ronald Syme zavzemal za popolno ponovno oceno Domicijanove finančne politike, ki je bila večinoma obravnavana kot katastrofa. Njegov gospodarski program, ki je bil izjemno učinkovit, je ohranjal rimsko valuto na ravni, ki je ni nikoli več dosegla. Domicijanova vlada je kljub temu kazala značilnosti totalitarizma. Kot cesar se je imel za novega avgusta, razsvetljenega despota, ki naj bi rimsko cesarstvo popeljal v novo dobo flavijske renesanse. Z versko, vojaško in kulturno propagando je spodbujal kult osebnosti. Tri člane svoje družine je pobožanil (divinizaciral) in postavil ogromne zgradbe v spomin na flavijske dosežke. Praznovali so razkošne zmage, da bi okrepili njegovo podobo bojevniškega cesarja, vendar so bili mnogi od teh bodisi nezasluženi bodisi prezgodnji. Z imenovanjem za stalnega cenzorja si je prizadeval nadzorovati javno in zasebno moralo. V Rimu je začel več večjih gradbenih projektov, vključno z akvaduktom Aqua Traiana in Trajanovimi kopelmi.
Osebno se je vpletel v vse veje oblasti in uspešno preganjal korupcijo med javnimi uradniki. Temna plat njegove cenzorske moči je vključevala omejevanje svobode govora in vse bolj zatiralski odnos do rimskega senata. Obrekovanje je kaznoval z izgnanstvom ali smrtjo in zaradi svoje sumničavosti vse pogosteje sprejemal informacije od informatorjev, da bi po potrebi vložil lažne obtožbe zaradi izdaje. Kljub temu, da so ga sodobni zgodovinarji obrekovali, je Domicijanova administracija postavila temelje za principat mirnega 2. stoletja. Njegova naslednika Nerva in Trajan sta bila manj omejujoča, vendar se je v resnici njuna politika malo razlikovala od njegove. Rimsko cesarstvo je med letoma 81 in 96 cvetelo veliko več kot le "mračni zaključek ... 1. stoletja", v vladavini, ki jo je Theodor Mommsen opisal kot mračen, a inteligenten despotizem.

### Navedbe
1. 1 2  Любкер Ф. Domitianus // Реальный словарь классических древностей по Любкеру — Sankt Peterburg.: Общество классической филологии и педагогики, 1885. — С. 427.
2. ↑  М. К. Домициан // Энциклопедический словарь — Sankt Peterburg.: Брокгауз — Ефрон, 1893. — Т. Xа. — С. 960.
3. ↑  Домициан // Еврейская энциклопедия — Sankt Peterburg.: 1910. — Т. 7. — С. 288-289.
4. 1 2  Suetonius, Življenje Domicijana 1
5. 1 2 3  Jones (1992), str. 1
6. ↑  Townend (1961), str. 62
7. ↑  Jones (1992), str. 3
8. 1 2  Jones (1992), str. 2
9. ↑  Jones (1992), str. 8
10. ↑  Suetonius, Življenje Domicijana 4
11. ↑  Jones (1992), str. 7
12. ↑  Jones (1992), str. 9–11
13. 1 2  Jones (1992), str. 11
14. ↑  McFayden, Donald (1920). The American Journal of Theology. Zv. 24. University of Chicago Press. str. 48. ISSN 1550-3283. JSTOR 3155938.
15. ↑  Waters (1964), str. 52–53
16. 1 2 3 4  Jones (1992), str. 13
17. ↑  Murison (2003), str. 149
18. ↑  Svetonij, Življenje Domicijana 9
19. ↑  Svetonij, Življenje Domicijana 12.3
20. ↑  Svetonij, Življenje Domicijana 20
21. 1 2 3 4  Jones (1992), str. 16
22. ↑  Svetonij, Življenje Domicijana 19
23. ↑  
Suetonius, De Vita Caesarum, "Življenje Domicijana", 18
24. ↑  Morgan (1997), str. 214
25. ↑  Svetonij, Življenje Domicijana 18
26. 1 2 3 4  Jones (1992), str. 198
27. ↑  Morgan (1997), str. 209
28. ↑  Svetonij, Življenje Domicijana 21
29. 1 2  Waters (1964), str. 54
30. 1 2  Sullivan (1953), str. 69
31. ↑  Wellesley (2000), str. 44
32. ↑  Wellesley (2000), str. 45
33. 1 2  Sullivan (1953), str. 68
34. ↑  Wellesley (2000), str. 126
35. ↑  Tacitus, Zgodovine III.34
36. ↑  Wellesley (2000), str. 166, 189
37. 1 2 3 4  Jones (1992), str. 14
38. ↑  Wellesley (1956), str. 213
39. 1 2 3  Jones (1992), str. 15
40. ↑  Tacit, »Zgodovine« IV.40
41. ↑  Tacit, Zgodovine IV.68
42. ↑  Jones (1992), str. 17
43. 1 2  Jones (1992), str. 33
44. ↑  Jones (1992), str. 34
45. 1 2  Jones (1993), str. 36
46. ↑  Jones (1992), str. 161–162
47. ↑  Jones (1992), str. 39
48. ↑  Varner (1995), str. 200
49. ↑  Jones (1992), str. 34–35
50. 1 2  Jones (1992), str. 37
51. 1 2  Jones (1992), str. 35
52. ↑  Jonathan J. Price (2011). »The Jewish Population of Jerusalem«.  V Mladen Popovic (ur.). The Jewish Revolt Against Rome: Interdisciplinary Perspectives. Brill. str. 410–411. ISBN 978-90-04-21668-6.
53. ↑  James J. Bloom (2014). The Jewish Revolts Against Rome, A.D. 66–135: A Military Analysis. McFarland. str. 247. ISBN 978-0-7864-6020-5.
54. ↑  Jožef, Judovske vojne VI.9.3
55. 1 2  Jožef, Judovske vojne VII.5.5
56. 1 2  Svetonij, Domicijanovo življenje 2
57. 1 2 3  Jones (1992), str. 93
58. 1 2  Jones (1992), str. 18
59. 1 2  Jones (1992), str. 19
60. ↑  Crook, John A. (1951). »Titus and Berenice«. The American Journal of Philology. 72 (2): 162–175. doi:10.2307/292544. JSTOR 292544.
61. 1 2 3  Jones (1992), str. 20
62. ↑  Kasij Dion, Rimska zgodovina LXVI.22
63. ↑  Jones (1992), str. 80
64. ↑  Philostratus, The Life of Apollonius of Tyana 6.32 Arhivirano 3 March 2016 na Wayback Machine.
65. 1 2  Kasij Dion, Rimska zgodovina LXVI.26
66. ↑  Ta datum najdemo v Acta Fratrum Arvalium. Besedilo se glasi XV(...) ob imperium Caes..s divi f... Domitiani Aug..., kjer je XVIII najzgodnejši možni datum.
67. ↑  Jones (1992), str. 21
68. 1 2  Jones (1992), str. 22
69. ↑  Jones, Brian W. (1994). Pallas. Presses Universitaires du Midi. str. 331. ISSN 0031-0387. JSTOR 43660547.
70. ↑  Brunt, P. A. (1979). The Journal of Roman Studies. Zv. 69. Society for the Promotion of Roman Studies, Cambridge University Press. str. 173. doi:10.2307/299067. ISSN 0075-4358. JSTOR 299067. S2CID 163284681.
71. 1 2  Jones (1992), str. 99
72. 1 2  Jones (1992), str. 72
73. 1 2 3 4  Jones (1992), str. 107
74. 1 2  Jones (1992), str. 109
75. ↑  Svetonij, Življenje Domicijana 8
76. ↑  Jones (1992), str. 164
77. ↑  Jones (1992), str. 178–179
78. 1 2 3  Jones (1992), str. 150
79. ↑  Jones (1992), str. 26–28
80. 1 2  Jones (1992), str. 79
81. ↑  Roth, Leland M. (1993). Understanding Architecture: Its Elements, History and Meaning (First izd.). Boulder, CO: Westview Press. str. 233. ISBN 0-06-430158-3.
82. ↑  Plutarh, Publicola, 15.1-3
83. ↑  Jones (1992), str. 84–88
84. ↑  "Trajan was, in fact, quite active in Egypt. Separate scenes of Domitian and Trajan making offerings to the gods appear on reliefs on the propylon of the Temple of Hathor at Dendera. There are cartouches of Domitian and Trajan on the column shafts of the Temple of Knum at Esna, and on the exterior a frieze text mentions Domitian, Trajan, and Hadrian"  Stadter, Philip A.; Stockt, L. Van der (2002). Sage and Emperor: Plutarch, Greek Intellectuals, and Roman Power in the Time of Trajan (98–117 A.D.) (v angleščini). Leuven University Press. str. 75. ISBN 978-90-5867-239-1.
85. ↑  Domitian relief in Esna
86. ↑  Plutarh, Publicola, 15.1-3
87. ↑  Plutarh, Publicola, 15.1-3
88. ↑  Martial V 1
89. ↑  Martial IV 30
90. ↑  Darwall-Smith, Robin (1994). »Albanum and the villas of Domitian«. Pallas. 40 (1): 145–165. doi:10.3406/palla.1994.1315. ISSN 0031-0387.
91. 1 2  Jones (1992), str. 73
92. ↑  »Roman Currency of the Principate«. 1. november 2008. Arhivirano iz prvotnega spletišča dne 1. novembra 2008.
93. 1 2 3  Jones (1992), p. 75
94. ↑  Jones (1992), str. 74
95. ↑  Jones (1992), str. 103
96. 1 2 3  Jones (1992), str. 127
97. 1 2 3 4 5  Jones (1992), str. 131
98. 1 2  Jones (1992), str. 130
99. ↑  Millar, Fergus (2002). Rome, the Greek World, and the East: The Roman Republic and the Augustan revolution. UNC Press Books. str. 51. ISBN 978-0-8078-4990-3.
100. 1 2 3  Tacit, Agricola 39
101. ↑  Tacit, Zgodovine I.2
102. ↑  Syme (1930), str. 64
103. 1 2  Jones (1992), p. 144
104. ↑  Jones (1992), str. 128
105. ↑  Jones (1992), str. 129
106. ↑  Suetonij, Življenje Domicijana 6
107. ↑  Tacit, Agricola 24
108. 1 2 3 4  Jones (1992), str. 132
109. ↑  Reed, Nicholas (1971). »The Fifth Year of Agricola's Campaigns«. Britannia. 2: 143–148. doi:10.2307/525804. JSTOR 525804. S2CID 164089455.
110. ↑  Tacit, Agricola 29
111. ↑  Tacit, Agricola 42
112. ↑  Jones (1992), str. 133
113. 1 2  Jones (1992), str. 138
114. ↑  Jones (1992), str. 139
115. ↑  Jones (1992), str. 142
116. ↑  Jones (1992), str. 195
117. 1 2  Salmon, Edward Togo (1936). »Trajan's Conquest of Dacia«. Transactions and Proceedings of the American Philological Association. 67: 83–105. doi:10.2307/283229. JSTOR 283229.
118. ↑  Knight, D. J. (1991). »The Movements of the Auxilia from Augustus to Hadrian«. Zeitschrift für Papyrologie und Epigraphik. 85: 189–208.
119. ↑  Matei-Popescu, Florian (2006–2007). »The Auxiliary Units from Moesia Superior in Domitian's Time and the Problem of CIL XVI 41«. Ephemeris Napocensis. 16–17: 31–48.
120. ↑  Jones (1992), str. 88
121. 1 2  Jones (1992), str. 100
122. ↑  Svetonij, »Domician«, 13:2
123. ↑  Dio, »Rimska zgodovina«, 67:4:7
124. ↑  Jones (1992), p. 108
125. ↑  contra Deissmann, Adolf (1995). Light From the Ancient East. Peabody, Massachusetts: Hendrickson Publishers. str. 357, n. 1. ISBN 978-1-56563-155-7.
126. ↑  Jones (1992), str. 87
127. 1 2  Jones (1992), str. 106
128. ↑  Ranke-Heinemann, Uta (1990). Eunuchs for the Kingdom of Heaven: Women, Sexuality, and the Catholic Church. Prevod: Heinegg, Peter. New York: Doubleday. str. 46.
129. ↑  Murray, Stephen O. (2000). Homosexualities. University of Chicago Press. str. 299.
130. ↑  Guilland, Rodolphe (1943). »Les Eunuques dans l'Empire Byzantin: Étude de titulature et de prosopographie byzantines«. Études Byzantines. 1 (1): 197–238. doi:10.3406/rebyz.1943.907.
131. ↑  Charles, Michael B.; Anagnostou-Laoutides, Eva (2010). »The Sexual Hypocrisy of Domitian: Suet., Dom. 8, 3«. L'Antiquité Classique. 79 (1): 173–187. doi:10.3406/antiq.2010.3772.
132. ↑  Galbi, Douglas (12. april 2020). »Earinus, Emperor Domitian, and laws against castration«. purple motes (v ameriški angleščini). Pridobljeno 12. julija 2020.
133. ↑  Quinn, John T. (2002). »Earinus the Eunuch: Martial (from Book 9) and Statius (Silvae 3.4)«. Diotíma. Pridobljeno 16. septembra 2021.
134. ↑  Grainger (2003), str. 54
135. 1 2  Epiktet, prevedel T.W.Rolleston, London: Walter Scott Ltd, brez datuma, str. xviii
136. ↑  Jones (1992), str. 101
137. ↑  Eusebius of Caessarea (325). Church History.
138. ↑  Smallwood, E.M. (1956). »'Domitian's attitude towards the Jews and Judaism«. Classical Philology. 51 (1): 1–13. doi:10.1086/363978. S2CID 161356789.
139. ↑  Brown, Raymond E. (1997). An Introduction to the New Testament. New York: Doubleday. str. 805–809. ISBN 978-0-385-24767-2.
140. ↑  Jones (1992), str. 119
141. ↑  Svetonij, Življenje Domicijana, 12
142. ↑  Jones (1992), str. 145
143. 1 2  Jones (1992), str. 146
144. ↑  Jones (1992), str. 149
145. ↑  Jones (1992), str. 148–149
146. 1 2  Grainger (2003), str. 30
147. ↑  Murison (2003), str. 150
148. ↑  Waters, K. H. (1963). »The Second Dynasty of Rome«. Phoenix. 17 (3): 198–218 [201]. doi:10.2307/1086720. JSTOR 1086720.
149. 1 2 3  Jones (1992), str. 161
150. 1 2  Jones (1992), p. 169
151. ↑  TimeTravelRome (16. marec 2022). »Domitian: Misery of Absolutism and Splendor of Rome«. Time Travel Rome (v ameriški angleščini). Pridobljeno 5. decembra 2022.
152. 1 2  Jones (1992), str. 160
153. ↑  Jones (1992), str. 163–168
154. ↑  Tacit, Agricola 45
155. ↑  Svetonij, Življenje Domicijana 10
156. ↑  Za celoten seznam senatorskih žrtev glej Jones (1992), str. 182–188
157. ↑  M. Arrecinus Clemens je bil morda izgnan namesto usmrčen, glej Jones (1992), str. 187
158. ↑  Svetonij Domicijanovo življenje, 15
159. ↑  Suetonius, De Vita Caesarum, "Življenje Domicijana", 21
160. 1 2  Jones (1992), str. 192
161. ↑  Svetonij, Življenje Domicijana 17.
162. ↑  Grainger (2003), str. 16
163. ↑  Svetonij, Življenje Domicijana 14;16
164. 1 2  Grainger (2003), str. 19
165. 1 2  Grainger (2003), str. 1–3
166. ↑  Suetonius (1979). »Domitian: 17«. The Twelve Caesars. Prevod: Graves.
167. ↑  Cassius, Dio. Roman History, Vol. 8, Book 67. Loeb. str. 357.
168. ↑  Jones (1992), str. 38
169. ↑  Grainger (2003), str. 5
170. ↑  Svetonij, "Življenje Domicijana" 17
171. ↑  Werner Eck – Andreas Pangerl, Titus Flavius Norbanus, praefectus praetorio Domicians, als Statthalter Rätiens in einem neuen Militärdiplom, ZPE 163, 2007, 239–251
172. 1 2  Murison (2003), str. 153
173. ↑  Murison (2003), str. 151
174. ↑  Grainger (2003), str. 4–27
175. 1 2  Jones (1992), str. 194
176. ↑  Kasij Dion, Rimska zgodovina LXVII.15
177. ↑  Syme, Ronald (1983). »Domitian: The Last Years«. Chiron. 13: 121–146.
178. ↑  Jones (1992), str. 196
179. 1 2  Grainger (2003), str. 49
180. ↑  Last, Hugh (1948). »On the Flavian Reliefs from the Palazzo della Cancelleria«. The Journal of Roman Studies. 38 (1–2): 9–14. doi:10.2307/298163. JSTOR 298163. S2CID 250352207.
181. ↑  Grainger (2003), str. 32–33
182. ↑  Grainger (2003), str. 40
183. 1 2  Grainger (2003), str. 94–95
184. ↑  Syme, Ronald (1980). »Guard Prefects of Trajan and Hadrian«. The Journal of Roman Studies. 70: 64–80. doi:10.2307/299556. JSTOR 299556. S2CID 162498865.
185. ↑  Jones (1992), str. 32
186. ↑  Waters (1964), str. 51
187. ↑  Svetonij, Življenje Domicijana 22
188. ↑  Levick (2002), str. 211
189. 1 2  Jones (1992), str. 58
190. ↑  Dorey, T. A. (1960). »Agricola and Domitian«. Greece & Rome. 7 (1): 66–71. doi:10.1017/s0017383500014029. JSTOR 640729. S2CID 162793177.
191. ↑  Tacit, Zgodovine I.1
192. 1 2 3 4  Gowing, Alain M. (1992). »Review: The Emperor Domitian«. Bryn Mawr Classical Review.
193. ↑  Jones (1992), str. 114–119
194. ↑  Njegov članek se začne z "Delo z lopato in uporaba zdrave pameti sta veliko pripomogla k ublažitvi vpliva Tacita in Plinija ter odkupila spomin na Domicijana pred sramoto ali pozabo. Vendar je treba še veliko storiti." Imperial Finances str. 55
195. ↑  Anderson, J. C. 1985. "Datum Trajanovih term in topografija Opijeve gore". American Journal of Archaeology 89, 507
196. ↑  Jones (1992), str. 180
197. ↑  Syme (1930), str. 67

## Nadaljnje čtivo
- Gsell, Stéphane (1894). Essai sur le règne de l'empereur Domitien. Bibliothèque des Écoles françaises d'Athènes et de Rome (v francoščini). Paris: E. Thorin. Pridobljeno 10. februarja 2007.
- Jones, Brian W. (1984). The Emperor Titus. London: Palgrave Macmillan. ISBN 978-0-312-24443-9.
- Levick, Barbara (1999). Vespasian (Roman Imperial Biographies). London: Routledge. ISBN 978-0-415-16618-8.
- (francosko) Minaud, Gérard, Les vies de 12 femmes d'empereur romain – Devoirs, Intrigues & Voluptés, Paris, L'Harmattan, 2012, ch. 5,  La vie de Domitia Longina, femme de Domitien, pp. 121–146. ISBN 978-2-336-00291-0.
- Southern, Pat (1997). Domitian: Tragic Tyrant. London: Routledge. ISBN 978-0-415-16525-9.

### Primarni viri
- Cassius Dio, Roman History Book 67, English translation
- Suetonius, The Lives of Twelve Caesars, Life of Domitian, Latin text with English translation
- Tacitus, Agricola, English translation
- Tacitus, Histories, English translation